# Port lotniczy Ubon Ratchathani
Port lotniczy Ubon Ratchathani (IATA: UBP, ICAO: VTUU) – port lotniczy położony w Ubon Ratchathani, w prowincji Ubon Ratchathani, w Tajlandii.

## Linie lotnicze i połączenia
- Nok Air (Bangkok-Don Mueang)
- Thai AirAsia (Bangkok-Suvarnabhumi, Phuket)
- Thai Airways International (Bangkok-Suvarnabhumi)